# Welin

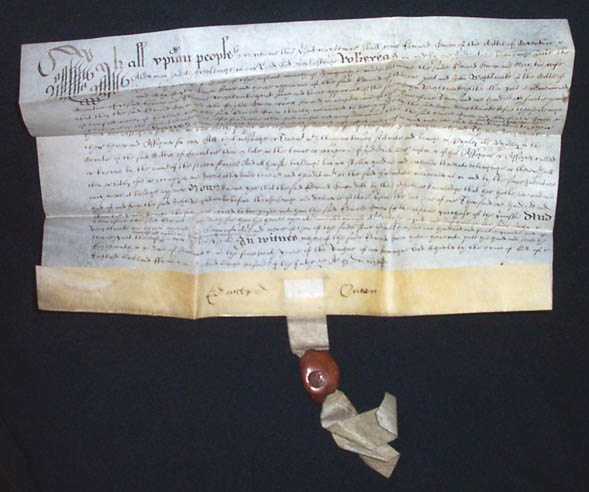
Angielski dokument na welinie opatrzony pieczęcią z żywicy sosnowej, 1638

Welin (z fr. vélin, od łac. vitellus – cielątko) – bardzo cienki pergamin z cielęcej skóry, wysokiego gatunku. Także delikatna koronka z Alençon.
W wieku XIX tak nazywano drogi, bardzo miękki, gładki i cienki papier, używany przede wszystkim do korespondencji i rysunków. Jeszcze w latach sześćdziesiątych XX wieku koperty i papier listowy poczty lotniczej w krajach anglosaskich sporządzane były z vellum paper.

## Terminologia
W Europie w czasach panowania Rzymu, termin „welin” był stosowany w kontekście pergaminu wysokiej jakości, niezależnie od tego z jakiego zwierzęcia został on wykonany (używano skóry cieląt, owiec, kóz, świń, jeleni, osłów, koni i wielbłądów). Najlepszej jakości welin był wykonywany ze skóry poronionych lub nienarodzonych zwierząt, choć mianem tym określano również materiał wyprodukowany z młodej trzody.
Francuskie źródła, skupiające się na oryginalnej etymologii, podają, że welin odnosił się jedynie do pergaminu wykonanego z cieląt. Natomiast British Standards Institution podaje rozróżnienie polegające na tym, że pergamin wykonany jest z podzielonych płacht skóry, a welin tylko z jednej. Obecnie jednak pozostaje się przy tym, że welin jest to jedynie materiał pisarski wykonany ze skóry cieląt.

## Produkcja
Istnieją różne metody wykonania welinu w zależności od zwierzęcia z jakiego wykonany jest pergamin. Z tego powodu różnią się między sobą wykończeniem, jednak zazwyczaj jest on gładki i trwały. Produkcja głównie polega na oczyszczeniu i bieleniu skóry wodą, a następnie wodorotlenkiem wapnia. Później moczy się ją przez kilka dni w wapnie, by mogła ona zmięknąć i by można było usunąć sierść. Podczas oczyszczania wyraźnie zaczynają się różnić dwie strony skóry. Wewnętrzna część pergaminu zawsze jest jaśniejsza i cenniejsza od drugiej. Dzieje się tak dlatego, że na zewnętrznej stronie skóry zawsze pozostaną mieszki włosów oraz blizny.
Po usunięciu wszelkich pozostałości sierści, skóra zostaje naciągnięta na ramę. Aby nie uszkodzić pergaminu rozciąga się go poprzez naprzemienne nawilżanie i suszenie. Rogi skóry są związane sznurem dookoła. Aby zapobiec rozdarciom, osoba produkująca welin zwija materiał w miejscach, w których jest on związany. Pozostała część sierści odcinana jest nożem w kształcie półksiężyca (zwany też lunarium i lunellum).
Kiedy skóra jest już sucha zostaje ona dokładnie czyszczona i przerabiana na arkusz. Liczba arkuszy wytłoczonych ze skóry jest zależna od jej wielkości i wymiarów podanych na zamówieniu. Na końcu wygładza się pergamin pumeksem i obrabia się wapnem lub kredą, by lepiej on absorbował tusz.

## Papier welinowy
Określenie papier welinowy używa się w dwóch znaczeniach:
- mocny papier imitujący welin służący do tworzenia dyplomów i wydawnictw luksusowych
- gładki papier wytwarzany poprzez prasowanie arkuszy między polerowanymi płytami metalowymi[1]